# Barthélemy Aneau
Barthélemy Aneau ou Anulus (en latin), né en 1505 ou 1510 à Bourges et lynché le 5 juin 1561 à Lyon, est un poète français.

## Biographie
Élève de Melchior Wolmar, condisciple de Jacques Amyot, de Théodore de Bèze et de Calvin, il fut régent dans un collège parisien, avant d’aller vers 1538 à Lyon enseigner la rhétorique au collège de la Trinité, une première fois de 1540 à 1551, puis de 1558 à sa mort. Ses compétences lui permettent de travailler comme correcteur, traducteur ou auteur pour une vingtaine d’imprimeurs et de libraires lyonnais. Il édite ensuite lui-même quelques ouvrages.
Le 5 juin 1561, jour de la Fête-Dieu, les participants d’une procession religieuse catholique pénètrent dans le collège de la Trinité et le massacrent. Plusieurs raisons ont été avancées pour ce meurtre dans un contexte religieux très tendu à Lyon. Une accusation d’avoir jeté une pierre sur le prêtre qui portait le Saint-Sacrement à une procession a été démontée, pièces en main, par l’historien Nicolas-François Cochard ; ce n’était qu’un tissu de faussetés imaginées à la fin du XVIIe siècle. On le soupçonnait d’être protestant et son collège avait été signalé comme un foyer d’éducation peu orthodoxe, mais Théodore de Bèze lui était très hostile. Selon l’historien lyonnais Claude de Rubys, le peuple se serait porté, à la suite de l’exécution d’un hérétique, en foule au collège qu’on lui désignait comme le foyer de l’hérésie. Aneau s’étant présenté et ayant cherché, en vain, à les désarmer, il fut massacré sans pitié. E. Haag rapporte que les jésuites cherchaient depuis longtemps à faire main basse sur le collège de la Trinité, qui fut fermé dès le lendemain, pour ne rouvrir qu’au mois de novembre 1561. Ce n’est qu’à la mort de son nouveau principal, en 1565, que la compagnie de Jésus parvint définitivement à s’en emparer. Quant aux assassins d’Aneau, tout porte à croire qu’à la demande du clergé de la ville qui députa au roi et à l’archevêque pour solliciter leur élargissement, leur crime resta impuni.
Il cultivait également la poésie latine et la poésie française.

## Œuvre

### Œuvres poétiques
- Chant natal, 1539.
- Lyon marchant, Satyre françoise sur la comparaison de Rohan, 1542.
- une traduction en vers français des Emblèmes d’Alciat, Lyon, 1549.
- un poème latin Picta poesis (1552), qu’il traduisit lui-même en vers français, sous le titre d'Imagination poétique.

### Œuvres en prose
- Préface (non signée) du Règlement du Parlement Français de Chambéry, en Savoie, au temps de l’occupation française, daté du 27 juillet 1553, intitulé Stile et Réglement sur le Faict de Justice, dans laquelle les Savoisiens sont traités de barbares et de sauvages, Lyon, 1553.
- Alector ou le Coq, histoire fabuleuse (en prose française), prétendue traduite du grec (Lyon, 1560).
- la prise de Thionville sur Moselle, Lyon, 1558.
- Quintil Horatian (1549), protestation contre la Défense et illustration... de Du Bellay, attribué à Barthélemy Aneau.Aneau y compare Joachim Du Bellay à celui qui cherche son âne et est monté dessus.

## Sources
- Marie-Nicolas Bouillet  et Alexis Chassang (dir.), « Barthélemy Aneau » dans Dictionnaire universel d’histoire et de géographie, 1878 (lire sur Wikisource)
- Charles Dezobry et Théodore Bachelet, Dictionnaire général de biographie et d’histoire, de mythologie, de géographie ancienne et moderne, t. 1, Paris, Charles Delagrave, 1866, 4e éd. (lire en ligne), p. 90.